# Turnšek
Turnšek je priimek več znanih Slovencev:
- Aleksej Turnšek (*1964), matematik, univ. prof.
- Aleš Turnšek - Turi, pevec Avia Band-a
- Angelca Turnšek (*1931), knjižničarka Inštituta za slovesnko literaturo in literarne vede
- Anton (Tone) Turnšek (1940—2025), gospodarstvenik (Pivovarna Laško), športni delavec
- Dragica Turnšek (1932—2021), geologinja, paleontologinja, akademikinja
- Gregor Turnšek, arhitekt na Finskem (& Alenka Kramer Turnšek)
- Ivan Turnšek (*1966), polkovnik SV
- Maja Turnšek, strokovnjakinja za turizem, prof. UM
- Marija Mikačić Turnšek (1937—2024), ekonomistka, doc. za ... NLP itd.
- Marjan Turnšek (*1955), teolog, nadškof, profesor
- Matej Turnšek, kipar, scenograf, restavrator-konservator (+ 2023)
- Metod Turnšek (1909—1976), rimskokatoliški duhovnik, narodopisec, pisatelj, urednik in prevajalec
- Tadej Turnšek, prevajalec humanistike?
- Tamara Lah Turnšek (*1947), biokemičarka, direktorica NIB
- Tit Turnšek (*1938), politik, diplomat, podjetnik in pisatelj
- Viktor Turnšek (1884—1953), strojnik
- Viktor Turnšek (1911—1981), gradbenik, strokovnjak za raziskavo materiala